# Irlands president
Irlands president (iriska: Uachtarán na hÉireann) är statsöverhuvud i republiken Irland. Presidenten väljs vanligen direkt av folket. Mandatperioden är sju år och presidenten kan sitta maximalt två perioder. Ämbetet är framförallt ceremoniellt, men presidenten har vissa begränsade maktbefogenheter. Ämbetet inrättades genom Irlands konstitution 1937.  
Den nuvarande presidenten är Michael D. Higgins.

## Val
Presidenten väljs formellt av folket var sjunde år utom i fallet då posten blir vakant då nyval måste hållas inom sextio dagar. Irländska medborgare över 18 år har rösträtt. Att kandidera till president är öppet för alla medborgare som fyllt 35 år och som nominerats på ett av följande sätt:
- Nominerad av åtminstone 20 medlemmar av Oireachtas (parlamentet)
- Nominerad av åtminstone 4 grevskapsråd eller stadsråd
- Självnominerad (i fallet en sittande president eller tidigare president)

När bara en kandidat är nominerad döms han eller hon som segrare utan omröstning. Sedan ämbetets införande har detta inträffat sex gånger. Ingen kan väljas till president mer än två gånger.

## Vanliga uppgifter och funktioner
Enligt Irlands konstitution är landet en parlamentariskt styrd stat, där statschefens roll till stor del är ceremoniell. De flesta av presidentens funktioner får bara utföras i enlighet med konstitutionens strikta instruktioner, eller bindande 'råd' från regeringen. Presidenten har dock vissa personliga befogenheter som kan utövas efter eget behag. Till skillnad från presidenterna i många andra republiker är Irlands president varken till namnet eller i praktiken den högsta verkställande ämbetshavaren i staten. Den verkställande makten ligger istället uttryckligen hos regeringen. Regeringen är dock tvungen att hålla presidenten allmänt informerad om inrikes- och utrikespolitiska ärenden.

### Ceremoniella funktioner
- Tillsätter regeringen: Presidenten tillsätter Taoiseach (regeringschefen) och andra ministrar, och tar emot deras avskedsansökningar. Regeringschefen tillsätts efter att ha nominerats av Dáil Éireann (parlamentets underhus), och återstoden av regeringen efter regeringschefens nominering och underhusets godkännande. Ministrarna avsätts på inrådan av regeringschefen och regeringschefen måste, om inte underhuset blir upplöst, avgå om han eller hon förlorar underhusets förtroende. På regeringens inrådan tillsätter presidenten också domare.
- Sammankallar och upplöser Dáil Éireann: Denna befogenhet utövas på inrådan av regeringschefen (godkännande från regeringen eller underhuset krävs inte). Presidenten får bara vägra att upplösa underhuset då en Taoiseach har förlorat underhusets förtroende.
- Undertecknar lagförslag: Presidenten är formellt en av tre avdelningar i Oireachtas (parlamentet). Presidenten får inte, om hon inte utövar en av sina exklusiva befogenheter, lägga in veto mot en lag som underhuset och senaten har antagit.
- Representerar staten utrikespolitiskt: Denna befogenhet utövas endast på regeringens inrådan. Presidenten ackrediterar ambassadörer och mottar utländska diplomaters kreditivbrev. Ministrar undertecknar internationella fördrag i presidentens namn. Denna roll utövades inte av presidenten före 1949.
- Är högsta befälhavare för försvarsmakten, och är i denna roll enligt lagtexten något liknande en överbefälhavare. Detta är en formell post, vars befogenheter utövas på inrådan av regeringen.
- Benådningsmakt: Presidenten har, på regeringens inrådan, rätt att benåda eller omvandla eller efterskänka straff. Denna befogenhet har bara använts en gång.

### Särskilda begränsningar
- Presidenten får inte lämna landet utan regeringens samtycke.
- Varje formellt tal eller meddelande "till nationen" eller till något av eller båda parlamentets kamrar måste godkännas på förhand av regeringen. Förutom vid dessa två (ganska ovanliga) tillfällen finns ingen begränsning av presidentens rätt att yttra sig. Tidigare presidenter har varit utomordentligt försiktiga med att framföra tal och har vid nästan varje tillfälle överlämnat dem för granskning, men presidenterna Mary Robinson och Mary McAleese har gjort mycket större bruk av sin rätt att tala utan regeringens godkännande. Mary McAleese gav många direktsända intervjuer i radio och tv. Praxis är dock att presidenter avstår från direkt kritik mot regeringen.

## Diskretionär myndighet
Presidenten innehar följande befogenheter som enligt den engelska versionen av konstitutionen utövas "in his (or her) absolute discretion". I den iriska versionen utövas dessa befogenheter as a chomhairle féin, vilket vanligen översätts till engelska som "under his own counsel." Om de iriska och engelska versionerna av konstitutionen står i konflikt med varandra ges företräde åt den iriska, fastän den inte är lika juridiskt välformulerad. Jurister har hävdat att det i detta fall kan föreligga en konflikt mellan de två versionerna. Medan "absolute discretion" tycks ge en viss handlingsfrihet åt en president att besluta om att ta kontakt med oppositionen, har as a chomhairle féin tolkats av vissa jurister som att göra gällande att ingen kontakt överhuvudtaget kan ske.
Som en följd av denna konflikt anses det mycket olämpligt att partiledare kontaktar presidenten för att försöka påverka ett beslut som fattas med diskretionär myndighet. När presidenten ska utövas vissa exklusiva befogenheter krävs det att hon först rådgör med statsrådet (engelska Council of State, en institution bestående av vissa sittande och före detta höga befattningshavare). Presidenten är dock inte tvungen att följa dess råd.

### Vägran att upplösa Dáil Éireann
Taoiseach är tvungen att avgå om Taoiseach inte längre har stöd av en majoritet i underhuset, om Taoiseach inte ber presidenten att upplösa underhuset. Presidenten har rätt att avslå en sådan anhållan, i vilket fall Taoiseach måste avgå omedelbart. Denna befogenhet har aldrig åberopats men de nödvändiga omständigheterna existerade 1944, 1982 och 1994.
Den synbara skiljaktigheten mellan de iriska och engelska versionerna av konstitutionen har gjort att presidenter har undvikit att använda befogenheten och lett till att man mycket strikt har tillämpat linjen att undvika kontakt med oppositionen. Även förutom detta hänsynstagande skulle ett avslag på en sådan begäran nästan säkert leda till en konstitutionell kris, då det är en stark konstitutionell praxis att statschefen alltid godkänner en parlamentsupplösning.

### Hänskjutande av lagförslag till folket
Om hon blir ombedd i en petition undertecknad av en majoritet av ledamöterna i senaten, och en tredjedel av ledamöterna i underhuset, kan presidenten, efter att ha rådgjort med statsrådet, neka till att underteckna ett lagförslag (med undantag av ett lagförslag om en ändring av konstitutionen) som hon anser är av stor "nationell betydelse" tills det har godkänts av antingen:
- Folket i en folkomröstning.
- Underhuset som återsamlas efter ett parlamentsval som hålls inom åtta månader. Denna befogenhet har aldrig använts eftersom regeringen nästan alltid har en majoritet i senaten, vilket förhindrar att den tredjedel i underhuset som vanligen utgör oppositionen går samman med senaten.

### Annat
- Hänskjutande av lagförslag till högsta domstolen: Presidenten får, efter att ha rådgjort med statsrådet, hänskjuta ett lagförslag till högsta domstolen för att pröva dess förenlighet med konstitutionen. Högsta domstolen prövar då lagförslaget i dess helhet och presidenten får inte göra förslaget till lag med sin underskrift om det befinns vara oförenligt med konstitutionen. Detta är den mest brukade exklusiva maktbefogenheten och användes av sex av åtta presidenter (mest av presidenterna Patrick Hillery och Mary Robinson), men denna befogenhet får inte tillämpas på: finansförslag, förslag om författningsändringar eller brådskande förslag vars tid för övervägande har förkortats i senaten.
- Förkortning av tiden för lagförslag i senaten: Presidenten får, på begäran av Dáil Éireann och efter att ha rådgjort med statsrådet, införa en tidsgräns för den period då senaten får överväga ett lagförslag. Denna befogenhet syftar till att begränsa senatens makt att fördröja ett lagförslag som regeringen ser som brådskande.
- Tillsättande av en medlingskommitté: Presidenten kan, om senaten anhåller om detta, och efter att ha rådgjort med statsrådet, upprätta en medlingskommitté, Committee of Privileges, för att lösa en dispyt mellan parlamentets två kamrar om huruvida ett lagförslag är ett finansförslag eller inte.
- Tal till Oireachtas: Presidenten kan, efter att ha rådgjort med statsrådet, och förutsatt att texten är godkänd i sin helhet av regeringen, tala inför, eller skicka ett meddelande till, någon av eller båda kamrarna i parlamentet. Denna befogenhet har åberopats vid fyra tillfällen: en gång av president de Valera, två gånger av president Robinson, och en gång av president McAleese.
- Tal till nationen: Presidenten kan, efter att ha rådgjort med statsrådet, och förutsatt att texten är godkänd i sin helhet av regeringen, tala inför, eller skicka ett meddelande till, 'nationen'. Denna befogenhet har utövats två gånger, av Erskine Childers 1974 och av president McAleese 2001.
- Sammankallande av parlamentssammanträden: Presidenten kan, efter att ha rådgjort med statsrådet, sammankalla ett sammanträde i ett av eller båda kamrar i Oireachtas. Denna befogenhet skulle ge presidenten möjlighet att träda in om, under extraordinära omständigheter, de vanliga procedurerna för att sammankalla parlamentets kamrar hade brutit samman.

## Succession
Irlands president har ingen vicepresident. Om posten blir vakant i förtid måste en efterträdare väljas inom sextio dagar. Under interimsperioden utförs ämbetets plikter och funktioner av ett kollektivt vicepresidentskap, presidentkommissionen (the Presidential Commission), som består av högsta domstolens ordförande, talmannen i Dáil Éireann, samt ordföranden i senaten. Sedan 1937 har presidentkommissionen inträtt i presidentens ställe vid ett antal tillfällen.
Formellt upphör varje presidents mandatperiod vid midnatt dagen innan den nya presidenten installeras. Därför utförs presidentens plikter och funktioner mellan midnatt och presidentinstallationen följande dag av presidentkommissionen.
Enligt konstitutionen kan också statsrådet ta över presidentens uppgifter om någon oförutsedd situation uppstår. Statsrådet kan därmed ses som nummer tre i successionsordningen. Hittills har dock ingen situation uppstått där det blivit nödvändigt för statsrådet att inta denna roll.

## Lista över Irlands presidenter

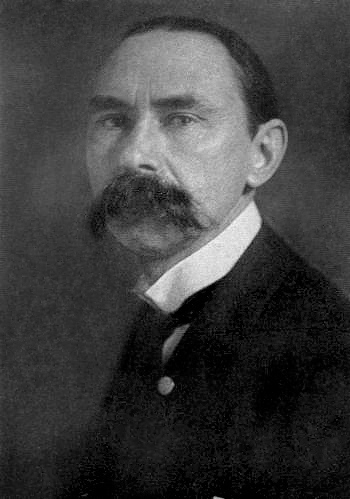
Douglas Hyde, Irlands förste president

Irlands nuvarande president är Michael D. Higgins.
Följande personer har innehaft posten:
- Douglas Hyde (1938 - 1945)
- Seán T. O'Kelly (1945 - 1959)
- Éamon de Valera (1959 - 1973)
- Erskine Hamilton Childers (1973 - 1974)
- Cearbhall Ó Dálaigh (1974 - 1976)
- Patrick Hillery (1976 - 1990)
- Mary Robinson (1990 - 1997)
- Mary McAleese (1997 - 2011)
- Michael D. Higgins (2011 - )